# Ospedale San Giuseppe (Milano)
L'Ospedale San Giuseppe è uno storico ospedale privato di Milano fondato nel 1874 dall'Ordine ospedaliero di San Giovanni di Dio in zona Sant'Ambrogio.

## Storia
Venne fondato dai Fatebenefratelli della Provincia Lombardo-Veneta nel 1874 con la benedizione di Papa Pio IX, che già avevano due ospedali nel capoluogo lombardo. Dopo il '900 l'ospedale diventa più grande e apre una sezione per i tubercolotici, tanto da poter divenire un ospedale militare durante la prima guerra mondiale.
Nel 1923 viene aperta al suo interno una farmacia pubblica e un reparto di maternità, in risposta alle politiche fasciste di natalità. Distrutto da un bombardamento alleato il 15 di agosto 1942, vi vollero 10 anni per ricostruirlo, ma nel frattempo venne anche ingrandito e con 300 posti letto, poi elevati a 400 nel 1972, divenne il più grande ospedale privato di Milano.
Dal 1978 è ospedale generale convenzionato con il servizio sanitario nazionale e dal 1990 firma un accordo con l'Università degli Studi di Milano.
Dall'agosto 2006 non è più gestito dai Fatebenefratelli ma dalla società privata Milanocuore, che nel 2009 cede il controllo a Villamaria, che nel medesimo anno cede il controllo al Gruppo MultiMedica. Nel 2016 i Frati vendono a MultiMedica anche la struttura per 85 milioni di Euro, col vincolo che sia mantenuta come ospedale per almeno 18 anni.